# روزي ريفيرا
روزا أميليا ريفيرا (ولدت في 3 يوليو 1981) شخصية تلفويونية وسيدة أعمال أمريكية، وتعد الآن الرئيس التنفيذس لشركة «مشاريع جيني ريفيرا». حازت ريفيرا علي اهتمام وسائل الإعلام أول مرة عند وفاة أختها جيني ريفيرا لكنها تلقت الاهتمام الأكبر بعد أن بدأت في تقديم العروض الإسبانية الواقعية متولية ومستكملة مغامرة أختها. وفي أواخر عام 2014، بدأت هي وعائلتها في الظهور في مسلسل التلفزيوني الواقعي «غني، مشهور، لاتيني».

## الحياة والوظيفة

### سنواتها الاولي
ولدت روزي ريفيرا لروزا سافيدرا وبيدرو ريفيرا، وقد كانا من أصل مكسيكي وسافرا إلي الولايات المتحدة الأمريكية. ريفيرا تعد الأخت الصغري للمغنيين اللاتينيين، جيني ريفيرا (متوفاة)، ولوبيلو ريفيرا وعمة المغني تشيكيس ريفيرا.

### المسار المهني
في عام 2013، تم بث الموسم الثالث من العرض الواقعي «أنا أحب جيني». لعبت ريفيرا فيه دور البطولة، وعاشت في منزل أختها مع عائلتها.
في أواخر عام 2014، بدأت وعائلتها في الظهور في المسلسل الواقعي «غني، مشهور، لاتيني». وفي فبراير 2016، نشرت روزي ريفيرا كتابها الأول My Broken Pieces (قطعي المكسورة): (ترميم جروح الإساءات الجنسية بالاعتقاد والإيمان)، الذي يناقش تجربتها المفجعة مع الإساءات والاعتدائات الجنسية في سن مبكر، وشاركت قصتها حيث ساعدها الإيمان وحب عائلتها في تخطي هذه المأساة.
قطعي المكسورة يعد كتاب ريفيرا الأول، والذي حررها من الصدمة وساعدها لتتقوَّى، بينما ساعد ضحايا اعتداء جنسي آخريين على طول الطريق. وتعد ريفيرا متحدثة ومثال للسيدات الشابات اللاتي مثلها، اللاتي تعرضن للاعتداءات الجنسية وشاركت قصتها لتساهم في رفع الألم وخلق قوة جديدة لأي شخص أثر على حياته اعتداء جنسي.

## قائمة أفلام شاركت فيها
| عام       | عنوان                 | دورها   | ملاحظات |
| --------- | --------------------- | ------- | ------- |
| 2012      | أنا أحب جيني          | البطولة |         |
| 2014/2018 | ريكا، فاموزا ذ لاتينا | البطولة |         |

## روابط خارجية
- روزي ريفيرا في قاعدة بيانات الأفلام على الإنترنت